# Брандо, Джослин
Джослин Брандо (англ. Jocelyn Brando; 18 ноября 1919 года — 27 ноября 2005 года) — американская актриса театра, кино и телевидения, старшая сестра Марлона Брандо.
Джослин Брандо сыграла в таких фильмах, как «Сильная жара» (1953), «Десять разыскиваемых» (1955), «Сумерки» (1956), «Гадкий американец» (1963), «Погоня» (1966) и «Дорогая мамочка» (1981), а также в нескольких десятках телесериалов.

## Ранние годы и начало карьеры
Джослин Брандо родилась 18 ноября 1919 года в Сан-Франциско, она была старшей сестрой знаменитого актёра Марлона Брандо. Джослин, Марлон и сестра Франсис росли главным образом на Среднем Западе — в Эванстоне, Иллинойс, и Омахе, Небраска, а в 1935 году после развода мать с детьми переехала в Калифорнию.
Джослин Брандо впервые вступила на сцену благодаря своей матери, которая была актрисой и администратором в Городском театре Омахи. С этого момента карьера Джослин по большей части была связана с работой на сцене, хотя она нередко появлялась на большом и малом экране.

## Театральная карьера
В начале 1940-х годов Джослин стала выступать в театре, в 1942 году в 22-летнем возрасте дебютировала на Бродвее в комедии «Первый шафран» (1942), который выдержал всего пять представлений.
Осенью 1947 года Джослин и Марлон попали в число 50 человек, которые стали заниматься в только что образованной в Нью-Йорке «Актёрской студии»: Джослин — под руководством Элии Казана, а Марлон — под руководством Роберта Льюиса.
Самой известной театральной работой Джослин Брандо была главная роль военной медсестры в преимущественно мужском по составу спектакле «Мистер Робертс» (1948—1951) с Генри Фондой в главной роли. Спектакль стал грандиозным хитом, продержавшись на сцене почти три года и выдержав 1157 представлений. Джослин, однако в 1950 году ушла из спектакля, перейдя в комедию «Золотой штат» (1950), которая продержалась всего 25 представлений.
Год спустя Джослин сыграла на Бродвее в драме по Юджину О’Нилу «Страсть под вязами» (1952, 46 представлений). Вернувшись на бродвейскую сцену 20 лет спустя, Джослин сыграла в драме «Траур по Электре» (1972), снова по Юджину О’Нилу, которая выдержала 55 представлений.

## Карьера в кинематографе
В начале 1950-х годов Джослин перебралась в Голливуд, где стала играть в кино и на телевидении. В 1953 году после «Мистера Робертса» Джослин «снова надела военную форму», дебютировав в кино в одной из главных ролей военной медсестры в приключенческой военной драме Дона Сигела «Акция в Китае» (1953). В том же году Джослин сыграла в классическом фильме нуар Фритца Ланга «Сильная жара» (1953). В этой картине она исполнила самую известную роль добропорядочной домохозяйки и любимой жены полицейского детектива Дейва Бэнниона (Гленн Форд), случайный подрыв которой на бомбе, предназначенной её мужу, даёт начало безжалостной и беспощадной мести Бэнниона бандитам.
Два года спустя в вестерне «Десять разыскиваемых» (1955) Джослин сыграла главную женскую роль возлюбленной главного героя в исполнении Рэндольфа Скотта, а ещё через два года в фильме нуар «Сумерки» (1956) предстала в небольшой роли жены страхового следователя, который делится с ней своими мыслями о ходе проводимого им расследования.
В дальнейшем Джослин сыграла небольшие роли в фильме нуар «В шаге от ужаса» (1958) и в школьной драме «Взрывное поколение» (1961), а также в двух фильмах с участием своего брата Марлона — приключенческом триллере «Гадкий американец» (1963) и криминальном триллере «Погоня» (1966).
В 1978 году у Джослин была заметная роль в комедии на тему фильмов 1930-х годов «Кино, кино» (1978), она также сыграла в психологической драме «Удачи, мисс Викофф» (1979) и комедии «Зачем мне врать?» (1980). Последний раз Джослин появилась в кино в байопике о кинозвезде Джоан Кроуфорд «Дорогая мамочка» (1981), роль которой исполнила Фэй Данауэй.

## Карьера на телевидении
В период с 1948 по 1983 год Джослин сыграла в 61 эпизоде 40 различных телевизионных программ в диапазоне от живых драм из цикла «Актёрская студия» (1948—1949) до постоянной роли миссис Ривс в четырёх эпизодах сериала «Даллас» (1979). В 1966—1967 годах Джослин сменила Франсес Стернхаген в роли миссис Кракоер в многолетней дневной мелодраме «Любовь жизни».
Другими популярными сериалами для малого экрана, в которых работала Джослин, были «Телевизионный театр „Крафт“» (1951), «Альманах» (1953), «Студия 57» (1955), «Час „Ю. С. Стил“» (1955—1957), «Театр „Дженерал Электрик“» (1956—1960), «Ричард Даймонд, частный детектив» (1958), «Милилонер» (1958), «Караван повозок» (1958—1963), «Отряд по борьбе с мошенничествами» (1959), «Театр „Люкс“» (1959), «Альфред Хичкок представляет» (1959—1961), «Коронадо 9» (1960), «Речная лодка» (1960), «Ларами» (1960—1961), «Высокий человек» (1961), «Истории Уэллс-Фарго» (1961), «Арест и судебное разбирательство» (1963), «Виргинец» (1963—1969), «Час Альфреда Хичкока» (1964), «Три моих сына» (1964), «Айронсайд» (1969), «Маленький домик в прерии» (1975), «Коджак» (1977) и «Тёмная комната» (1981).

## Оценка творчества
Как отметила обозреватель «Лос-Анджелес Таймс» Мирна Оливер, в начале своей карьеры в 1940-х годах Джослин Брандо «наделала шума на Бродвее со спектаклем „Мистер Робертс“». Дальнейшая её карьера была не столь успешной. По мнению актёра Карла Молдена, близкого друга Марлона, дальнейшая многообещающая карьера Джослин сошла с рельс из-за алкоголя. Однако, как отмечает Хопвуд, «несмотря на то, что она не держала своё обещание не пить, ей всё-таки удалось сделать карьеру, которая охватила пять десятилетий в театре, кино и на телевидении».

## Личная жизнь
Джослин Брандо была замужем дважды. В 1950 году она вышла замуж за Элиота Асинофа, в этом браке у неё родился сын Мартин. В 1955 году пара развелась. Позднее Джослин вышла замуж за Дона Хэнмера, в этом браке у неё родился сын Гахан Хэнмер.
На протяжении всей жизни Джослин была очень близка со своим младшим братом Марлоном, который умер в возрасте 80 лет 1 июля 2004 года. Как написала Мирна Оливер, «она оставалась твёрдым защитником своего блистательного и спорного брата на протяжении всей его жизни, опровергая негативные сведения о нём в СМИ и восхваляя его актёрскую игру и крепкие связи с семьёй».

## Смерть
Джослин Брандо умерла 27 ноября 2005 года в возрасте 86 лет в своём доме в Санта-Монике..

## Фильмография
| Год        |     | Русское название                  | Оригинальное название                    | Роль                                |
| ---------- | --- | --------------------------------- | ---------------------------------------- | ----------------------------------- |
| 1945       | кор | Боевой невроз раздражительности   | Combat Fatigue Irritability              | Сью                                 |
| 1948—1949  | с   | Актёрская студия                  | Actor's Studio                           | разные роли (5 эпизодов)            |
| 1951       | с   | Телевизионный театр «Крафт»       | Kraft Television Theatre                 | (1 эпизод)                          |
| 1953       | ф   | Акция в Китае                     | China Venture                            | лейтенант Эллен Уилкинс             |
| 1953       | ф   | Сильная жара                      | The Big Heat                             | Кэти Бэннион                        |
| 1953       | с   | Альманах                          | Omnibus                                  | (1 эпизод)                          |
| 1955       | ф   | Десять разыскиваемых мужчин       | Ten Wanted Men                           | Коринн Майклз                       |
| 1955       | с   | Студия 57                         | Studio 57                                | Маргарет Канади (1 эпизод)          |
| 1955— 1956 | с   | Час «Ю.С. Стил»                   | The United States Steel Hour             | разные роли (2 эпизода)             |
| 1956       | ф   | Сумерки                           | Nightfall                                | Лора Фрейзер                        |
| 1956— 1960 | с   | Театр «Дженерал Электрик»         | General Electric Theater                 | разные роли (2 эпизода)             |
| 1957       | с   | Официальный детектив              | Official Detective                       | Тельма (1 эпизод)                   |
| 1958       | ф   | В шаге от ужаса                   | Step Down to Terror                      | Лили Кёрби                          |
| 1958       | с   | Ричард Даймонд, частный детектив  | Richard Diamond, Private Detective       | Силия Сэксон (1 эпизод)             |
| 1958       | с   | Миллионер                         | The Millionaire                          | Джанет Коновер (1 эпизод)           |
| 1958— 1963 | с   | Караван повозок                   | Wagon Train                              | разные роли (7 эпизодов)            |
| 1959       | тф  | Большой и малый                   | The Major and the Minor                  |                                     |
| 1959       | с   | Полицейский штата                 | State Trooper                            | Вера Вудридж (1 эпизод)             |
| 1959       | с   | Шаг за грань                      | One Step Beyond                          | Эллен Ларраби (1 эпизод)            |
| 1959       | с   | Оленья шкура                      | Buckskin                                 | Люси Коркл (1 эпизод)               |
| 1959       | с   | Отряд по борьбе с мошенничествами | M Squad                                  | миссис Эстер Бонсел (1 эпизод)      |
| 1959       | с   | Театр «Люкс»                      | Lux Playhouse                            | Мэдж (1 эпизод)                     |
| 1959— 1961 | с   | Альфред Хичкок представляет       | Alfred Hitchcock Presents                | разные роли (3 эпизода)             |
| 1960       | с   | Маркэм                            | Markham                                  | Мэри Копленд (1 эпизод)             |
| 1960       | с   | Коронадо 9                        | Coronado 9                               | Эмми Лумис (1 эпизод)               |
| 1960       | с   | Речная лодка                      | Riverboat                                | разные роли (2 эпизода)             |
| 1960—1961  | с   | Ларами                            | Laramie                                  | разные роли (2 эпизода)             |
| 1960—1962  | с   | Триллер                           | Thriller                                 | разные роли (2 эпизода)             |
| 1961       | ф   | Взрывное поколение                | The Explosive Generation                 | миссис Райкер (в титрах не указана) |
| 1961       | с   | Шах и мат                         | Checkmate                                | Сара Тэлбот (1 эпизод)              |
| 1961       | с   | Высокий человек                   | The Tall Man                             | Марта Янг (1 эпизод)                |
| 1961       | с   | Премьера «Алкоа»                  | Alcoa Premiere                           | медсестра Слейтер (1 эпизод)        |
| 1961       | с   | Истории Уэллс-Фарго               | Tales of Wells Fargo                     | Фрэнсис Кобб (1 эпизод)             |
| 1961       | с   | Приграничный цирк                 | Frontier Circus                          | миссис Филлис Джордан (1 эпизод)    |
| 1961       | с   | 87-й участок                      | 87th Precinct                            | миссис Мейсон (1 эпизод)            |
| 1963       | ф   | Гадкий американец                 | The Ugly American                        | Эмма Эткинс                         |
| 1963       | с   | Арест и судебное разбирательство  | Arrest and Trial                         | миссис Уэйр (1 эпизод)              |
| 1963       | с   | Доктор Килдэр                     | Dr. Kildare                              | Дорис Филлипс (1 эпизод)            |
| 1963— 1969 | с   | Виргинец                          | The Virginian                            | разные роли (3 эпизода)             |
| 1964       | с   | Час Альфреда Хичкока              | The Alfred Hitchcock Hour                | Эмма Джейн (1 эпизод)               |
| 1964       | с   | Три моих сына                     | My Three Sons                            | доктор Макгуайр (1 эпизод)          |
| 1965       | ф   | Возвращение Баса Райли            | Bus Riley's Back in Town                 | миссис Райли                        |
| 1966       | ф   | Погоня                            | The Chase                                | миссис Бриггс                       |
| 1966— 1967 | с   | Любовь к жизни                    | Love of Life                             | Анна Кракауер                       |
| 1969       | с   | Айронсайд                         | Ironside                                 | Этта Гиббс (1 эпизод)               |
| 1975       | с   | Маленький домик в прерии          | Little House on the Prairie              | женщина (1 эпизод)                  |
| 1977       | с   | Коджак                            | Kojak                                    | миссис Ньюфилд (1 эпизод)           |
| 1978       | тф  | Вопрос любви                      | A Question of Love                       | миссис Ханникатт                    |
| 1978       | ф   | Кино, кино                        | Movie Movie                              | Мама Попчик / миссис Апдайк         |
| 1978       | с   | Шоу Тони Рэндалла                 | The Tony Randall Show                    | миссис Григгс (1 эпизод)            |
| 1979       | ф   | Удачи, Мисс Викофф!               | Good Luck, Miss Wyckoff                  | миссис Хеммингс                     |
| 1979       | с   | Даллас                            | Dallas                                   | миссис Ривс (4 эпизода)             |
| 1980       | ф   | Зачем мне лгать?                  | Why Would I Lie?                         | миссис Крамп                        |
| 1981       | ф   | Дорогая мамочка                   | Mommie Dearest                           | Барбара Беннетт                     |
| 1981       | тф  | Тёмная ночь пугала                | Dark Night of the Scarecrow              | миссис Риттер                       |
| 1981       | с   | Тёмная комната                    | Darkroom                                 | миссис Мингл (1 эпизод)             |
| 1983       | тф  | Звездный корабль 1                | Starflight: The Plane That Couldn't Land | миссис Харви                        |